# Yun shui yao
Pour plus de détails, voir Fiche technique et Distribution.
Yun shui yao ( 云水谣) est un film dramatique chinois réalisé par Yin Li et sorti en 2006. 
Le film a été soumis par la Chine à la 80e cérémonie des Oscars pour l'Oscar du meilleur film en langue étrangère, mais n'a pas été nommé.  
Il a remporté le prix du meilleur film aux Coqs d'or 2007 et a été nommé Film exceptionnel aux Prix des Cent Fleurs 2008.    

## Synopsis
Un étudiant en médecine taïwanais fait défection vers la Chine continentale en raison des persécutions nationalistes, devient chirurgien militaire pendant la guerre de Corée, puis se rend au Tibet en tant que médecin, tout en se languissant de son premier amour qui est toujours à Taïwan, et en étant constamment poursuivi par une autre fille.

## Fiche technique
- Titre original :  云水谣
- Titre français : Yun shui yao
- Réalisation : Yin Li
- Scénario : Heng Liu,  Kehui Zheng
- Photographie : Xiaolie Wang
- Montage :
- Musique :
- Pays d'origine : Chine
- Langue originale : Mandarin
- Format : couleur
- Genre : dramatique
- Durée : 117 minutes
- Dates de sortie :
  - Chine : 26 novembre 2006 (Pékin : première)

## Distribution
- Kun Chen : Chen QiuShui
- Vivian Hsu : Wang Biyun
- Bingbing Li : Wang Jindi
- Steven Cheung : Zilu
- Han Chin :
- Ah-Lei Gua : (comme Ya-Lei Kuei)
- Isabella Leong :
- Kuei-Mei Yang :
- Yin Zhu  :